# Space Invaders Extreme
Space Invaders Extreme (スペースインベーダーエクストリーム, Supēsu Inbēda Ekusutorīmu) est une version moderne et remaniée du jeu classique d'arcade Space Invaders. Ce shoot them up est sorti en 2008 sur Nintendo DS et PlayStation Portable pour fêter le 30e anniversaire de Space Invaders. Une version haute définition du jeu, sortie le 6 mai 2009, a été réalisée par Backbone Entertainment pour le Xbox Live Arcade avec, entre autres, un nouveau mode multijoueurs intégrant jusqu'à 4 joueurs. Le jeu est porté sur Windows en 2018.
Une suite, Space Invaders Extreme 2 est sortie en 2009 sur Nintendo DS.